# Aeropuerto de Mona
El Aeropuerto de Mona (IATA: ninguno – ICAO: ninguno) es una pista de aterrizaje en la isla de la Mona, la tercera isla más grande de Puerto Rico un estado libre asociado a Estados Unidos. Los vuelos privados y comerciales requieren un permiso para el uso de la pista de aterrizaje. El permiso sólo se puede adquirir a través del Departamento de Recursos Naturales y Ambientales de Puerto Rico. El aeropuerto también está a disposición de los aviones para casos de emergencia. La isla de la Mona es una reserva natural y no tiene habitantes permanentes. Un grupo rotante de los guardabosques del Departamento de Recursos Naturales y Ambientales residen en la isla para gestionar las visitas y participar en proyectos de investigación.